# Kroměříž (distrito)
Kroměříž é um distrito da República Checa na região de Zlín, com uma área de 799 km² com uma população de 108.053 habitantes (2002) e com uma densidade populacional de 135 hab/km².